# Wazy dipylońskie

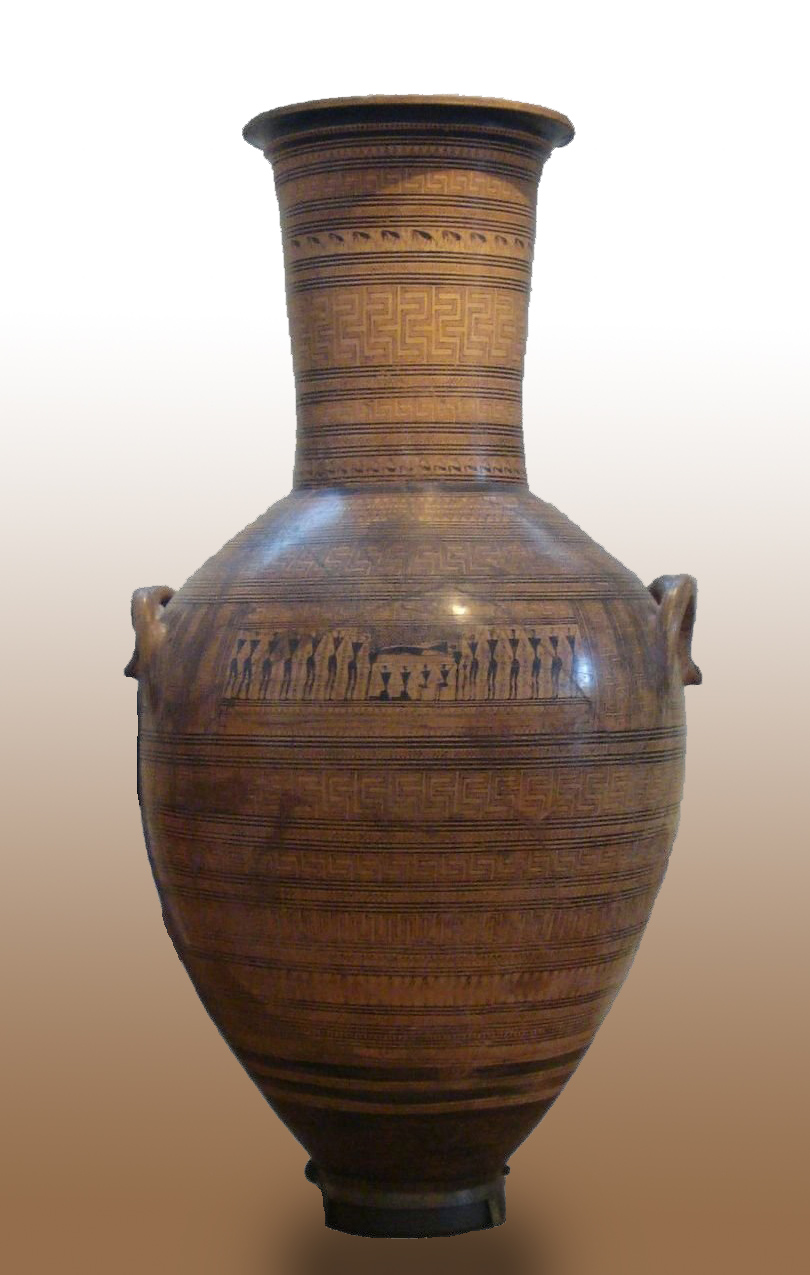
Amfora dipylońska (760-750 p.n.e.)

Wazy dipylońskie – greckie naczynia ceramiczne o dekoracji geometrycznej w tzw. stylu dipylońskim, produkowane w Attyce około 850–700 p.n.e.
Nazwa pochodzi od Bramy Dipylońskiej znajdującej się w pobliżu nekropoli ateńskiej, gdzie znaleziono większość tych waz. Wytwarzano je zazwyczaj w dwóch formach: jako amfory i kratery o wysokości do 2 m. Były umieszczane na grobach w charakterze pomników; niektóre pozbawione dna, co sugeruje, że pełniły też funkcję naczyń ofiarnych do składania ofiary płynnej (np. z krwi zwierzęcej) dla zmarłego.
Dekoracja malarska, rozmieszczona w pasach pokrywających całą powierzchnię naczynia, była utrzymana w kolorycie brunatnym. Składała się z elementów geometrycznych, wśród których występują silnie zgeometryzowane postacie ludzi i zwierząt. Sylwetki ludzkie przedstawiano w prostym schemacie: kulistej głowy osadzonej na trójkątnym torsie i rąk trapezowato załamanych nad głową w geście lamentacji. Główne pasmo dekoracyjne na brzuścu pomiędzy imadłami, nawiązywało tematycznie do funkcji waz, ukazując opłakiwanie zmarłego, orszak pogrzebowy, towarzyszące obrzędom igrzyska hippiczne, lecz również sceny walk, zwłaszcza morskich.